# Río Kudako
El río Kudako (del ruso: Кудако) es un río del krai de Krasnodar, en el sur de Rusia, afluente por la izquierda del río Adagum, de la cuenca hidrográfica del río Kubán. 

## Curso
Nace en las vertientes septentrionales del Cáucaso Occidental, al noroeste de Gorni en el ókrug urbano de Novorosíisk. Tiene una longitud de 34 km, en los cuales discurre en dirección predominantemente nordeste. Su cuenca es de 121 km². Desde su fuente a su desembocadura, en sus márgenes se hallan las siguientes localidades, todas del raión de Krymsk: Novokrymski, Krasni, Lvovski y Kíyevskoye. Desemboca en el Adagum 1 km al este de Nekrásovski. Su principal afluente es el Ruskaya, por la derecha, a cuyas orillas se hallan Rúskoye, Novi y Sadovi.